# Spraakmakende Zaken
Spraakmakende Zaken was een televisieprogramma van de IKON dat in 2004 begon en in 2010 eindigde. Paul Rosenmöller ontving zijn gasten in ‘Paviljoen het Oosten’ in Amsterdam.
In dit programma werd met de aanwezige gast teruggekeken op een spraakmakend item dat te gauw weer vergeten was, maar wat de betrokken persoon altijd met zich mee zou dragen.

## Seizoenen

### Zomer 2004
- Ewald Kist - Voormalig ING-topman;
- Ad Bos - Klokkenluider Bouwfraude;
- Rabella de Faria - Voormalig wethouder Leefbaar Rotterdam;
- Ankie Verlaan - Directeur ROC Amsterdam;
- Karina Schaapman - PvdA-gemeenteraadslid Amsterdam;
- Abdullah Haselhoef - Imam;
- Loekie van Maaren - Oud-burgemeester Leeuwarden;
- Koos Plooy - Officier van Justitie;
- Rob Oudkerk - Voormalig wethouder Amsterdam;
- Tjibbe Joustra - Oud-voorzitter UWV;
- Gerard van Miltenburg - Algemeen directeur Terra College

### Zomer 2005
- Yolande en René Kleiss - Ouders van de vermoorde Nienke Kleiss;
- Srebrenica, 10 jaar later - Extra lange aflevering met Joris Voorhoeve;
- Minister Remkes - Over de veiligheid in Nederland;
- Verpleeghuisarts Bert Keizer - Over de zorg voor ouderen;
- Oud-staatssecretaris Annette Nijs - Over het verschil tussen het bedrijfsleven en de politiek;
- Voetballer Niels Kokmeijer - Over extreem geweld in de sport;
- Azië-correspondent Step Vaessen - Over de hulpverlening na de Tsunami;
- Minister De Geus - Over bezuinigen op de WAO;
- Bisschop Muskens - Over de nieuwe paus Benedictus XVI

### 2006/2007
- TBS;
- Rita Verdonk;
- Het schoonheidsideaal;
- De strijd om de macht in het bedrijfsleven;
- De collectie Goudstikker;
- Hulp bij zelfdoding;
- De Radboud-affaire;
- Veiligheid;
- Groepsverkrachting;
- De Schipholbrand;
- Nederlandse militairen naar Uruzgan;
- Zware tijden voor crimefighters;
- De moord op Louis Sévèke;
- Liefde op de werkvloer;
- De 'vrouwenkwestie' binnen de SGP;
- De zaak-Taida Pasić

### 2007
- Theo de Rooij over de Rabobank wielerploeg-affaire;
- Loverboys - met ex-slachtoffer en schrijfster Maria Mosterd;
- Agressie tegen werknemers in de publieke sector;
- Speciale aflevering over Uruzgan;
- Ella Vogelaar over de Nederlandse identiteit.

### 2008/2009
- Geen therapie, maar tralies;
- Fitna, de nasleep;
- Het leven na olympisch goud;
- De kredietcrisis;
- Sonja Bakker;
- Embryoselectie.

### 2009
- Veertiende dalai lama;
- Huiselijk geweld;
- Is Rita Verdonk nog trots op Nederland?
- Dierenrechtenactivisme;
- Zin en onzin van de isoleercel;
- Jongerenproblematiek in West-Friesland;
- Jules Schelvis over de zaak Demjanjuk;
- Baby Hendrikus.

### 2010
- Uruzgan. Strijd en beleid;
- Uruzgan;
- Uitgesteld ouderschap;
- Geweld tegen homo's;
- Gerd Leers en de toekomst van het CDA;
- Aad Meijboom en de erosie van het gezag;
- Partydrug GHB eist steeds meer slachtoffers;
- Pedo niet welkom.